# FCバルセロナ (ラグビー)
フトボル・クルブ・バルセロナ・ラグビー（カタルーニャ語: Futbol Club Barcelona Rugby）はスペインのラグビーユニオンチーム。FCバルセロナのアマチュア部門のクラブであり、バルセロナを拠点として活動している。

## 概要
スペインにおけるラグビーのトップリーグであるディビシオン・デ・オノール・デ・ラグビーで2回優勝している。
ホームグラウンドはオルタ＝ギナルド（Horta-Guinardó）地区にあるラ・タシュネラ（La Teixonera）。
ユニフォームは、FCバルセロナのカラーを基調とした斜め縞。

## チーム構成
サッカーと同様にカンテラ組織があり、以下のチームで構成される。
- シニアA (トップチーム)
- シニアB・C (ファームチームに該当)
- 18歳未満の選手で構成されるCadets
- 16歳未満の選手で構成されるInfantil
- 14歳未満の選手で構成されるAlevin
- ラグビースクール(escuela)
  - Sub 12 (小学校高学年クラス)
  - Sub 10 (小学校中学年クラス）
  - Sub 8 (小学校低学年クラス)
  - Sub 6 (幼稚園児クラス）
- Veteranos (マスターズに相当)
- Femenino (女子チーム)

## 歴史
FCバルセロナのラグビー部門は1924年11月21日に創設された。1936年に勃発したスペイン内戦以前に、カタルーニャ地方で7回、コパ・デル・レイ・デ・ラグビー（es:Copa del Rey de Rugby スペイン全土のチャンピオンシップ）で3回優勝している。1940年代から1950年代にかけて、スペインで最も強いラグビーチームで、コパ・デル・レイを10回制した。また1953年に創設されたリーガ・エスパニョーラ・デ・ラグビーで、初年度および翌1954年に優勝を収めた。

## タイトル
- コパ・デル・レイ・デ・ルグビ (Copa del Rey de Rugby) 優勝15回
  - 1926年、1930年、1932年、1942年、1944年、1945年、1946年、1950年、1951年、1952年、1953年、1955年、1956年、1965年、1983年、1985年
- スペイン・スーパーカップ (Supercopa de España) 優勝1回
  - 1983年
- スペイン・リーグ 優勝2回
  - 1953年、1954年
- カタルーニャ地方選手権 (Campeonato de Cataluña de rugby) 優勝19回
  - 1926年、1927年、1928年、1929年、1930年、1932年、1936年、1942年、1946年、1947年、1948年、1949年、1950年、1951年、1952年、1953年、1955年、1968年、1989年
- カタルーニャ・カップ (Copa Catalana) 優勝2回
  - 1982年、2003年
- レバンテ・クラブ・リーグ (Liga de Clubs de Levante) 優勝2回
  - 1982年、1983年
- イベリカ杯 (Copa Ibérica) 優勝1回
  - 1971年
- ラグビー・ピレネー杯 (Copa Pirineos de rugby) 優勝1回
  - 1967年
- スペイン・ジュニア選手権 (Campeonato de España juvenil) 優勝1回
  - 2003年
- カタルーニャ・ジュニア選手権 (Campeonato de Cataluña juvenil) 優勝2回
  - 2000年、2006年
- カタルーニャ・ジュニア杯 (Copa Catalana juvenil) 優勝4回
  - 2000年、2002年、2003年、2004年
- カタルーニャ・プレベンハミン選手権 (Campeonato de Cataluña pre-benjamín) 優勝1回
  - 2005年
- メルセ・セブン選手権 (Campeonato de la merce seven) 優勝2回
  - 2005年、2006年
- メルセ・ベンハミン選手権 (Campeonato de la Mercè Benjamín) 優勝1回
  - 2007年
- メルセ・カデテ選手権 (Campeonato de la Mercè Cadete) 優勝1回
  - 2007年